# Не смешно (Южный Парк)
«Не смешно» — девятый эпизод двадцатого сезона мультсериала «Южный парк». Вышел 30 ноября 2016 года в США. В России премьера состоялась 8 декабря 2016 года на телеканале Paramount Comedy.

## Сюжет
Из-за страха раскрытия интернет-истории люди собираются возле компании «SpaceX», чтобы улететь на Марс. Картман уверен, что Баттерс хочет поссорить его с Хайди. Но Баттерс говорит, что хочет, чтобы Эрик сам поссорился с ней, чтобы она «не разбила ему сердце». Эрик просит её рассказать несколько смешных историй, но Хайди не обращает на него внимания, так как полностью отвлечена на «смайлик-анализ», необходимый для отправки ракет на Марс.
По просьбе директора «антитроллинговой компании», Джеральда доставляют в зал переговоров. Директор объясняет ему, что «антитроллинговая компания» создана, чтобы настроить весь мир друг против друга просто ради смеха. Директор отправляет весь персонал в конференц-зал и блокирует все двери в офисе.
Кайлу удаётся убедить город позвонить президенту с просьбой разбомбить Данию. Мистер Мазохист убеждает в этом Мистера Гаррисона. Позже Кайл, узнав, что его отец как раз находится в Дании, заставляет Мистера Гаррисона не делать этого. Кайл и Айк запирают свою маму в кладовке, чтобы она не мешала им сидеть за компьютером.

## Приём
Серия получила противоположные рецензии. Издание IGN поставило эпизоду 8.6 баллов из 10, там остались довольны и серией и сезонам в целом. В свою очередь сайт 411mania оказался разочарованным и серия получила от него 5.5 баллов из 10. В The A.V. Club эпизод был оценён только в «C+» и там также возлагают большие надежды на последнюю серию сезона,